# کورچانتکی
کورچانتکی (به لهستانی:  Kurczątki) یک روستا در لهستان است که در گمینا پروستکی واقع شده‌است.